# Verner Dalskov
Verner Dalskov (født 1. januar 1932 i Allested-Vejle, død 31. august 2017) var klejnsmed og fra 1973-1993 borgmester i Odense Kommune, valgt for Socialdemokratiet.
Han blev udlært klejnsmed i 1952, men var ansat som arbejdskonsulent ved Arbejdsformidlingen i Odense fra 1961-1972, hvor han også var tillidsrepræsentant. Den politiske karriere startede i 1957, da Dalskov blev formand for DSU Odense. I 1964 blev han valgt til byrådet, hvor han dog kun sad til 1966. Ved valget i 1971 blev han valgt igen, og blev borgmester i 1973. I 1993 trådte han tilbage og overlod borgmesterposten til partifællen Anker Boye.
Dalskov er portrætteret af Kurt Trampedach.